# Собор Святого Мартина (Братислава)
Собор святого Мартина (словац. Katedrála sv. Martina, нем. Kathedrale des Heiligen Martin, венг. Szent Márton-dóm или Koronázó templom) — крупнейший готический храм Братиславы. Церковь святого Мартина является кафедральным собором архиепархии Братиславы. Входит в список национальных памятников культуры Словакии.

## История

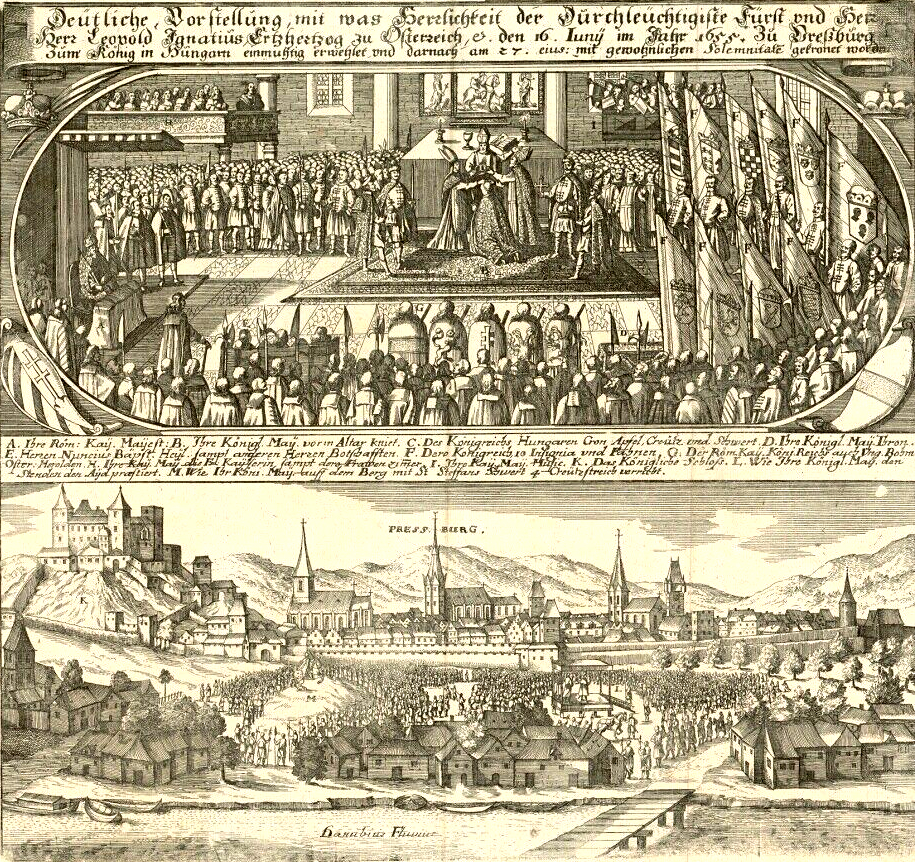
Коронация императора Леопольда I в соборе Святого Мартина (1655)

Начало строительства собора относится к XIII веку. Сегодняшний вид приобрёл в 1849 году.
С 1563 по 1830 годы в соборе святого Мартина проходили коронации императоров Священной Римской империи и Австро-Венгрии в качестве королей Венгрии, в том числе Максимилиана II (1563), Марии Терезии (1741).
Внутри примечательны скульптурная группа св. Мартина, выполненная Георгом Рафаэлем Доннером в стиле барокко, средневековые готические надгробия и цветные витражи.
В катакомбах собора находятся захоронения видных представителей духовного сословия и именитых дворянских родов. В соборе находится гробница Йозефа Игнаца Байзы, автора первого словацкого романа.